# Keizo
Keizo (けいぞう) är ett japanskt mansnamn.
Den 31 december 2008 fanns det 2 män i Sverige med namnet, varav 1 med namnet som tilltalsnamn.

## Personer med namnet Keizo
- Keizo Hino, japansk författare
- Keizo Obuchi, japansk politiker
- Keizō Komura, japansk befälhavare